# Fodrod
Fodroden (tarsus) er en samling af 7 korte knogler i hver fod, som forbinder lægbenet og skinnebenet i underbenet med mellemfodsknoglerne.
Fodrodsknoglerne er rullebenet, hælbenet, bådbenet, de tre kileben og terningebenet.